# Grube Mocke
Die Grube Mocke war eine Eisenerzgrube im Siegener Stadtteil Kaan-Marienborn (früher Gemarkung Kaan) im Siegerland.

## Gangmittel
Das Gangmittel Mocke war in den oberen Teufen 85 m lang und 0,5–1,5 m mächtig. Auf der fünften Sohle war das Mittel bereits 200 m lang und bis zu 7 m mächtig. Die Grube war bekannt für ihr sehr reines Erz. Zwischen der 6. und 7. Sohle waren die Gänge nur noch 2–3 m mächtig und nach Norden hin verkümmert, wurden aber nach Süden hin breiter. Tiefer wurde das Mittel unbauwürdig.

## Geschichte
1847 wurde die Grube gemutet. Auf einer Höhe von 269 m ü. NN wurde ein Stollen (Mocker Grundstollen) angelegt. Zwei Gesenke gingen auf 20 m bzw. 33 m Teufe, konnten aber aufgrund der starken Wasser nicht weiter abgeteuft werden. 1865 wurde der Tiefbau eingeführt. Der in diesem Jahr angelegte Schacht hatte eine Größe von 2 × 3 m und eine Teufe von 242 m. Sohlen wurden auf 105, 155 und 235,3 m angelegt. Auf der dritten Sohle, die in den 1920ern erreicht wurde, wurde später eine Verbindung zur Grube Ameise angelegt. Ein 1923 durch die Rheinischen Stahlwerke angelegter Blindschacht ging bis auf die 7., die 440-m-Sohle, nachdem dieser ab 1954 weiter geteuft wurde. Bis 1886 wurden 41.675 t Eisenerz gefördert. Seit 1901 bestand eine Anbindung an die Eisern-Siegener Eisenbahn. 1926 erfolgte die Betriebseinstellung auf Mocke.
Bereits 1935 wurde erneut gemutet. Am 4. September 1952 erfolgte der Durchschlag zur Eiserner Grube Ameise, um die Gangmittel der Grube weiter aufzuschließen. Es erfolgte die Konsolidation der Gruben, damit gehörte Mocke auch zur Grube Eisernhardter Tiefbau, der Ameise seit 1939 angehörte. Ab Juni 1957 wurde die Aufbereitung der Grubenerze auf der Grube Pfannenberger Einigkeit übernommen und die eigene Röstanlage stillgelegt. Am 31. Dezember desselben Jahres wurde Mocke komplett stillgelegt.
Konsolidationen
Eine Konsolidation bestand mit der Kaaner Grube St. Mathias von 1847 bis 1958. Um 1864 wurde ein 25 m tiefes Gesenk angelegt. 1865 ging man zum Tiefbau über. 1870 wurden aber nur 42 Meter zugängliche Teufe über den Schacht erreicht. Dieser ging später bis auf 113 m Teufe. Von dort aus wurde um 1880 ein 30 m tiefes Gesenk getrieben, die Gesamtteufe lag also bei 143 m.
Ein Kompressor (für Bohrmaschinen) und eine Wasserhaltungsmaschine (liegender Zylinder) wurden am Schacht aufgestellt. 1885 wurden 7.552 t Spateisenstein gefördert, ein Jahr später wurde die Förderung eingestellt. Ab 1953 gehörte der Grubenbesitz Mocke-Mathias durch die Zugehörigkeit zu Eisernhardter Tiefbau ebenfalls zur Erzbergbau Siegerland AG. Neben den genannten Gruben gehörte die Kleingrube Zacharias ebenfalls zu Mocke.